# Cheilolejeunea conchifolia
Cheilolejeunea conchifolia là một loài Rêu trong họ Lejeuneaceae. Loài này được (A. Evans) W. Ye & R.L. Zhu mô tả khoa học đầu tiên năm 2010.